# Cory Monteith
Cory Allan Michael Monteith (11 mai 1982 - 13 iulie 2013) a fost un actor și cântăreț canadian, cunoscut pentru rolul de Finn Hudson din serialul celor de la Fox, Glee. Născut la Calgary și crescut în Victoria, a avut o adelecență tulbure, începând consumul de droguri la vârsta de 13 ani, apoi la 16 ani a renunțat la școală. După ce familia a insistat, acesta s-a internat într-o clinică de reabilitare la vârsta de 19 ani, începând să își reconstruiască viața.
Cariera de actor și-a început-o în Vancouver, unde a avut roluri minore, iar după înregistrarea piesei Can't Fight This Feeling, acesta a ajuns la rolul vieții: Finn din serialul Glee, unde joacă rolul fundașului din echipa de fotbal a liceului care se înscrie în clubul muzical. În ultimele sezoane, acesta absolvă școala, dar se întoarce ca îndrumător al trupei. După succesul din Glee, acesta a apărut în mai multe filme. Într-un interviu din 2011, acesta a discutat despre problema sa cu drogurile, iar din aprilie 2013 a început din nou să caute tratamente pentru dependența sa. La data de 13 iulie 2013 a fost găsit mort în camera sa de hotel din Vancouver.

## Tinerețea
Monteith s-a născut la data de 11 mai 1982 în Calgary, băiatul mai mic al lui Ann McGregor, designer de interior, și Joe Monteith, militar. El avea un frate mai mare numit Shaun. Părinții săi au divorțat când el avea 7 ani, iar el și fratele său mai mare au fost crescuți de mamă în Victoria, Columbia Britanică. După divorț și-a văzut puțin tatăl din cauza slujbei acestuia, iar Cory a început să aibă probleme de natură socială la școala unde învăța. De la vârsta de 13 ani a început să consume alcool și marijuana și a început să lipsească de la școală.
După ce a fost la 16 școli, incluzând cele de readaptare a tinerilor, acesta a renunțat la școală la vârsta de 16 ani. În acea vreme problema sa cu alcoolul și drogurile era în creștere și a început să fure de la prieteni și familie, pentru a-și satisface dependența. Schimbarea în viața sa a venit atunci când mama sa și câțiva prieteni l-au convins la vârsta de 19 ani să înceapă un program de reabilitare. El a declarat: ”Sunt norocos să fiu în viață!”. El și-a primit diploma de liceu în 2011, după ce și-a completat studiile.
Înainte să devină actor, acesta a avut slujbe precum șofer de taxi, vânzător, șofer de autobuz școlar, montator.

## Cariera
Monteith și-a început cariera de actor cu roluri mai reduse ca importanță în filme precum Final Destination 3, Whisper și Deck the Halls. A mai apărut într-un rol periodic din Kyle XY. A mai avut roluri episodice în seriale precum Smallville, Supernatural, Flash Gordon, Stargate Atlantis și Stargate SG-1. În 2006 a avut un scurt rol în Urban Legen: a Bloody Mary. În 2006 a jucat în producția MTV, Kaya ca Gunnar. În aprilie 2010 i s-a propus să joace în filmul Monte Carlo. În august și noiembrie 2010 a prezentat două gale. În decembrie 2010 a fost anunțat faptul că va juca și co-produce un nou serial al celor de la Fox.
În ianuarie 2011 a filmat Sisters&Brothers împreună cu Dustin Milligan, care a avut premiera la Festivalul Internațional de Film de la Toronto din 2011. Tot în 2011 a apărut într-o înregistrare care încuraja tinerii să își schimbe părerea față de comunitățile gay.

### Glee
În 2009 a fost ales să joace pentru producția Fox, Glee, rolul lui Finn Hudson. Înainte să fie selectat, impresara acestuia le-a trimis celor de la Fox o înregistrare cu Monteith când acesta bătea cu niște pensule în recipiente de plastic. Creatorul seriei, Ryan Murphy, a spus că acesta trebuie să demonstreze calități vocale pentru a intra în serial, deoarece și cei care nu au experiență în actorie trebuie să arate că pot cânta și dansa de asemenea. Monteith a mai trimis apoi o înregistrarea interpretând piesa celor de la REO Speedwagon's: Can't Fight This Feeling. A susținut mai apoi o audiție în Los Angeles. Calitățile sale vocale erau considerate slăbuțe, dar o interpretare cu regizorul serialului l-a făcut pe cel din urmă să declare că cea mai evazivă calitate a lui Finn va fi: ”drăgălășenia naivă, dar nu stupidă”. Monteith a declarat ulterior: ”Eram ca un copil care caută să fie interesat de ceva anume. Să fiu pasionat de ceva. Tot ce ai nevoie este îngăduire. Nu doar pentru Glee, ci pentru orice în viață.”

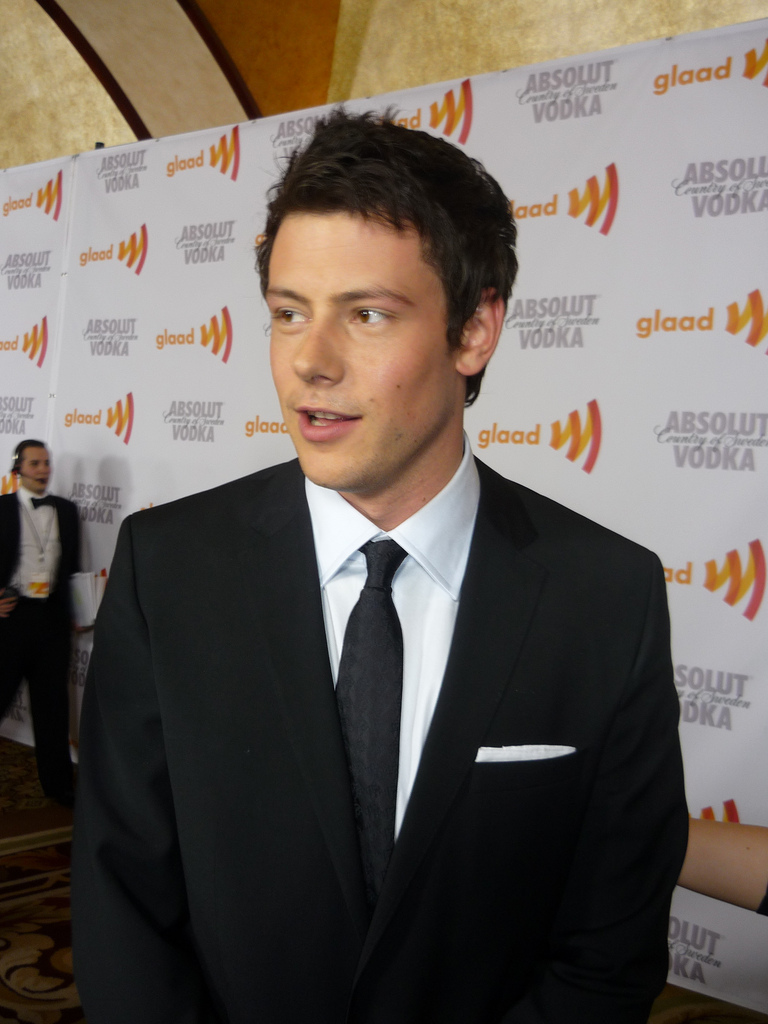
Cory Monteith în 2010

Finn este fundașul echipei de fotbal a liceului care riscă să fie luat peste picior de prieteni și colegi și se înscrie în clubul de artă al liceului. El este un tip popular care este în fruntea ierarhiei sociale, iar când este forțat să se alăture clubului de către profesorul de spaniolă, acesta descoperă că iubește să cânte. Serialul în surprinde pe acesta într-o luptă, atât pentru a rămâne în clubul Glee cât și să își păstreze popularitatea. De asemenea el trebuie să se descurce cu atracția pentru prietena lui, și una dintre majoretele liceului, Quinn (Diana Agron), și colega din clubul de muzică Rachel (Lea Michelle).
Monteith a simțit că Finn trebuia să se maturizeze atunci când urca pe scenă. El a spus despre personajul pe care îl interpretează: ”Finn a început ca un tip prostuț, dar pe măsură ce showul continuă el nu mai este la fel de prostuț, doar puțin naiv.” Primele critici pentru Finn au fost diversificate.  Todd VanDerWerff a spus despre el și Michelle: ”ambii sunt agreabili, puțini disperați pentru a ieși în evidență” în episodul pilot. După episodul al cincilea Eric Goldam a scris:”Am văzut o parte mai întunecată al lui Finn, ceea ce este bine pentru că până acum dădea impresia că este un personaj superficial.” După episodul 8 din sezonul al doilea, Tim Stack a notat:”A trecut o vreme de când acțiunea se concentrează din nou pe Finn, uitasem cât de bun și natural actor poate fi Monteith.” Moteith a câștigat premiul adolescenților pentru cel mai bun actor într-un serial de comedie în 2011, și a fost nominalizat pentru același rol și în 2010. Deși nu a fost cântăreț până la rolul de Finn, acesta apărea în showuri unde interpreta melodii diverse.
În mai 2010, echipa Glee a plecat într-un turneu de două săptămâni, susținând concerte în Los Angeles, Phoenix, Chicago și New York. Ei au cântat hituri din show și au oferit momente de satiră între piese. În luna mai a anului următor, au pornit într-un nou turneu de 4 săptămâni în Statele Unite și Canada, și 11 zile în Anglia și Irlanda, unde au interpretat piese noi și au oferit noi momente de amuzament între melodii.
Finn a apărut în toate episoadele din primele 3 sezoane și în 15 episoade din sezonul 4. Episodul Sweet Dreams (episodul 19, sezonul 4) a fost ultimul în care a apărut în Glee, înainte de moartea sa. Ultima piesă pe care a înregistrat-o pentru show a fost You Gotta! împreună cu Mark Salling, care îl joacă pe cel mai bun prieten al lui Finn. Ultima piesă care a interpretat-o cu Rachel a fost Dont stop believin cu membrii oficiali ai trupei Nwe Directions, din episodul 19 al sezonului 4, care a fost cântată și în primul episod al seriei.

## Viața personală
Monteith a fost într-o relație cu colega sa din Glee, Lea Michelle (Rachel) până la moartea acestuia. La data de 31 martie 2013, presa a anunțat că Monteith s-a înscris într-un program de reabilitare care s-a încheiat la data de 26 aprilie 2013. El a mai primit un tratament asemănător când avea 19 ani.

## Moartea
La data de 13 iulie 2013, la vârsta de 31 ani, a fost găsit mort în camera sa de hotel din Vancouver. El trebuia să elibereze camera în ziua respectivă, dar când au văzut că nu mai apare, angajații hotelului au mers să-l verifice, iar atunci i s-a descoperit cadavrul. Autopsia care a urmat a arătat faptul că acesta a murit din cauza toxicității cumulate a mai multor droguri, inclusiv alcool și heroină.

## Filmografie

### Film
| Anul | Film                          | Rol                    | Observații   |
| ---- | ----------------------------- | ---------------------- | ------------ |
| 2005 | Killer Bash                   | Douglas Waylan Hart    |              |
| 2006 | Bloody Mary                   | Paul Zuckerman         |              |
| 2006 | Kraken: Tentacles of the Deep | Michael                |              |
| 2006 | Deck the Halls                | Partenerul lui Madison |              |
| 2006 | Final Destination 3           | Kahill                 |              |
| 2007 | Hybrid                        | Aaron Scates           |              |
| 2007 | White Noise: The Light        | Băiatul cu scuterul    |              |
| 2007 | Gone                          | Davis Calder           | scurt metraj |
| 2007 | The Invisible                 | Jimmy                  |              |
| 2007 | Whisper                       | Adolescent             |              |
| 2007 | Wannabe Macks                 | Stu                    |              |
| 2008 | The Boy Next Door             | Jason                  |              |
| 2011 | Monte Carlo                   | Owen                   |              |
| 2011 | Sisters & Brothers            | Justin Montegan        |              |
| 2011 | Glee: The 3D Concert Movie    | Finn Hudson            |              |
| 2011 | Breaking the Girl             | Exemplu                |              |
| 2013 | All the Wrong Reasons         | James Ascher           |              |
| 2013 | McCanick                      | Simon Weeks            |              |

### TV
| Anul      | Titlu                   | Rol            | Observații                                           |
| --------- | ----------------------- | -------------- | ---------------------------------------------------- |
| 2004      | Stargate Atlantis       | Soldat Genii   | Episodul: ”Furtuna”                                  |
| 2005      | Young Blades            | Marcel Le Rue  | Episodul: ”To Heir is Human”                         |
| 2005      | Supernatural            | Gary           | Episodul: ”Wendigo”                                  |
| 2005      | Smallville              | Frat cowboy    | Episodul: ”Thirst”                                   |
| 2005      | Killer Instinct         | Windsurfer Bob | Episoul: ”Forget me not”                             |
| 2006      | Whistler                | Lip Ring       | Episodul: ”The Burden of Truth”                      |
| 2006      | Stargate SG-1           | Young Mitchell | Episodul: ”200”                                      |
| 2006      | Kyle XY                 | Charlie Tanner | 7 episoade                                           |
| 2007      | Flash Gordon            | Ian Finley     | Episodul: ”Life Source”                              |
| 2007      | Kaya                    | Gunnar         | 10 episoade                                          |
| 2008      | Fear Itself             | James          | Episodul: ”New Year's Day”                           |
| 2009      | Mistresses              | Jason          |                                                      |
| 2009      | The Assistants          | Shane Baker    | 2 episoade                                           |
| 2009-2013 | Glee                    | Finn Hudson    | Rol principal în 81 de episoade                      |
| 2010      | The Simpsons            | Flynn          | Episodul: ”Elementary School Musical”                |
| 2011      | The Cleveland Show      | Finn Hudson    | Episodul: ”How Do You Solve a Problem Like Roberta?” |
| 2012      | The Glee Project        | el însuși      | Episodul: ”Vulnerability”                            |
| 2013      | 2013 Kids Choice Awards | el însuși      | prezentator                                          |
| 2013      | Masterchef              | el însuși      |                                                      |

## Premii și nominalizări
| Anul | Titlu       | Festival                        | Categorie | Rezultat     |
| ---- | ----------- | ------------------------------- | --- | ------------ |
| 2009 | Glee        | 16th Screen Actors Guild Awards | Interpretare remarcabilă într-un ansamblu într-o Serial Comedie                                              | Câștigător   |
| 2009 | Glee        | 2009 Teen Choice Awards         | Cel mai bun debut masculin                                                                                   | Nominalizare |
| 2010 |             | Hollywood Style Awards 2010     | Male Future Style Icon Award                                                                                 | Câștigător   |
| 2010 | Glee        | 17th Screen Actors Guild Awards | Interpretare remarcabilă într-un ansamblu într-o Serial Comedie                                              | Nominalizare |
| 2010 | Glee        | 2010 Teen Choice Awards         | Choice TV: Actor într-o comedie și Choice Smile                                                              | Nominalizare |
| 2011 | Glee        | 2011 Grammy Awards              | Cea mai bună compilație a unei coloane sonore și Cea mai bună interpretare Pop într-un duet sau grup muzical | Nominalizare |
| 2011 | Glee        | 2011 Teen Choice Awards         | Choice TV: Actor într-o comedie                                                                              | Câștigător   |
| 2011 | Monte Carlo | 2011 Teen Choice Awards         | Summer: Star într-un film - Masculin                                                                         | Nominalizare |
| 2011 | Glee        | 18th Screen Actors Guild Awards | Interpretare remarcabilă într-un ansamblu într-o Serial Comedie                                              | Nominalizare |
| 2012 | Glee        | Do Something Awards 2012        | Star TV masculin                                                                                             | Câștigător   |
| 2012 | Glee        | 19th Screen Actors Guild Awards | Interpretare remarcabilă într-un ansamblu într-o Serial Comedie                                              | Nominalizare |
| 2012 | Glee        | 2012 Grammy Awards              | Cea mai bună compilație a unei coloane sonore                                                                | Nominalizare |

1. ↑  CONOR.SI[*] Verificați valoarea |titlelink= (ajutor)